# Кристиан, Дэвид
Дэ́вид Ги́лберт Кри́стиан (англ. David Gilbert Christian; род. 30 июня 1946, Бруклин, Нью-Йорк) — британский и американский историк, специалист по истории России. Доктор философии (1974, Оксфорд), заслуженный профессор Университета Маккуори. Член Австралийской академии гуманитарных наук. Лауреат Bentley Book Prize (2005). Наибольшую известность получил благодаря своей работе по универсальной истории «Большая История» (англ. Big History). 

## Биография
Родился в британо-американской семье. Окончил Оксфордский университет, получив там степень бакалавра. Степень магистра по истории России получил в Университете Западного Онтарио. Степень доктора философии по истории России XIX века получил в 1974 году в Оксфордском университете.
В 1975—2000 годах преподавал в Университете Маккуори (Австралия).
В 2001 году перешёл в Университет штата Калифорния в Сан-Диего. В 2009 году вернулся в Университет Маккуори, где с 2014 года является заслуженным профессором.
Член Голландского Королевского общества наук. Наиболее влиятельный историк 2010-х по версии academicinfluence.com.
Изначально специализировавшийся на изучении Советского Союза и России, с 1980 года он обратил своё внимание на всемирную историю в планетном масштабе, дав ей название «Долгая История». В 2004 году опубликовал свой первый труд по универсальной истории.
Основная работа, переведённая в России — статья «К обоснованию „Большой (Универсальной) истории“».
Выступал на конференции TED.